# San Francisco Opera

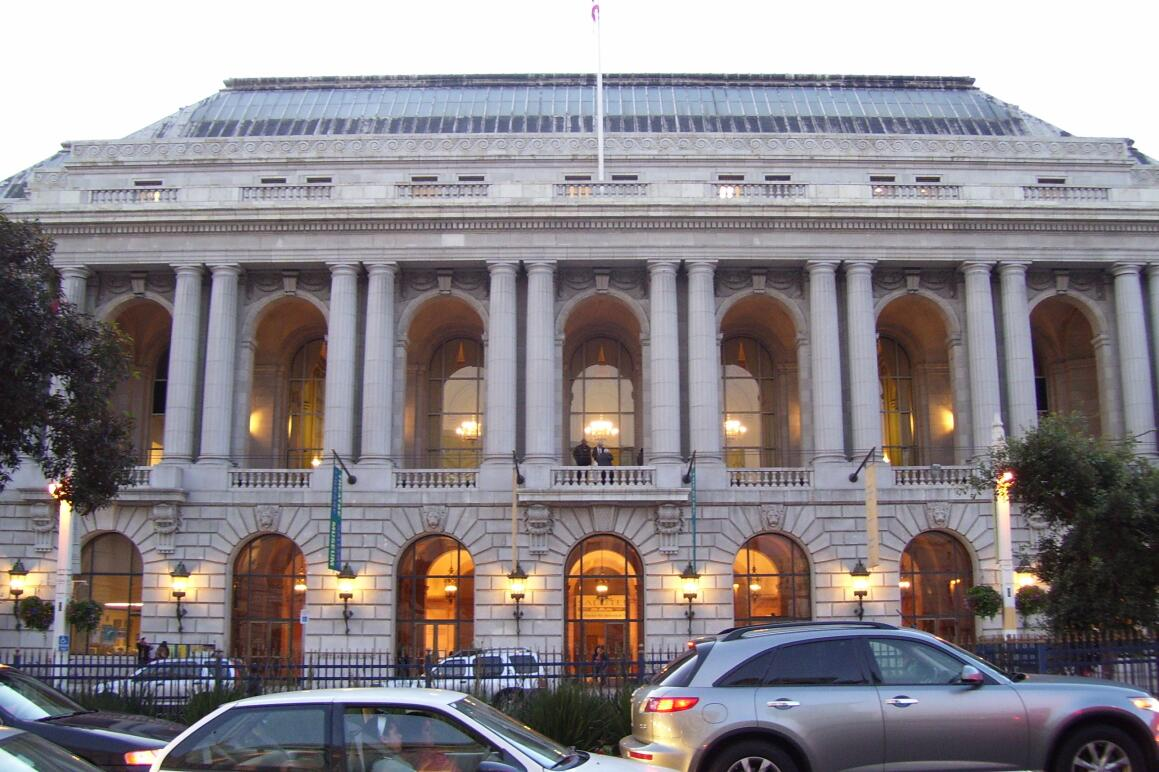
Front budynku

San Francisco Opera (SFO) – druga co do wielkości opera w Ameryce Północnej. Założona w 1923 przez Gaetano Merola (1881–1953). Coroczna gala rozpoczęcia sezonu w operze San Francisco jest uważana za jedną z ważniejszych w kalendarzu wydarzeń operowych na świecie.

## Dyrektorzy opery
- Gaetano Merola (1923-1953)
- Kurt Herbert Adler (1953-1981)
- Terence McEwen (1982-1988)
- Lotfi Mansouri (1988-2001)
- Pamela Rosenberg (2001-2005)
- David Gockley (2006-obecnie)